# 都灵王宫
都灵王宫（Palazzo Reale）位于意大利北部城市都灵，是萨伏依王朝的王宫，却是在17世纪为法国的克丽丝丁玛丽夫人而建。1997年作為薩伏依王室居所的一部分入選世界文化遺產。
从12世纪到19世纪，都灵是薩伏依公國及其後的撒丁尼亞王國（意大利王國前身）的首都，王宫包含其贵族生活方式的大量证据。从1645年，王室成员住进这座王宫。它的房间装饰有丰富的挂毯，收集了中国和日本花瓶。皇家军械库藏有大量16和17世纪的武器。 
裹尸布礼拜堂，有着螺旋圆顶，建于王宫的西翼，连接都灵主教座堂的后殿，收藏著名的都灵裹尸布。

## 外部連結
- Residences of the Royal House of Savoy （页面存档备份，存于）（英文）

45°04′22″N 7°41′10″E / 45.0727°N 7.686°E
1. ↑  .   [2022-11-11]. （原始内容存档于2022-12-23）.
2. ↑  .   [2022-11-11]. （原始内容存档于2022-11-11）.